# Kalungaïta
La kalungaïta és un mineral de la classe dels sulfurs, que pertany al grup de la cobaltita. Rep el nom en honor del poble Kalunga, "una comunitat de descendents d'esclaus africans que viuen fora de Cavalcante i altres poblacions properes».

## Característiques
La kalungaïta és un sulfur de fórmula química PdAsSe. Va ser aprovada com a espècie vàlida per l'Associació Mineralògica Internacional l'any 2004, i la primera publicació data del 2006. Cristal·litza en el sistema isomètric.
Segons la classificació de Nickel-Strunz, la kalungaïta pertany a «02.EA: Sulfurs metàl·lics, M:S = 1:2, amb Fe, Co, Ni, PGE, etc.» juntament amb els següents minerals: aurostibita, bambollaïta, cattierita, erlichmanita, fukuchilita, geversita, hauerita, insizwaïta, krutaïta, laurita, penroseïta, pirita, sperrylita, trogtalita, vaesita, villamaninita, dzharkenita, gaotaiïta, al·loclasita, costibita, ferroselita, frohbergita, glaucodot, kullerudita, marcassita, mattagamita, paracostibita, pararammelsbergita, oenita, anduoïta, clinosafflorita, löllingita, nisbita, omeiïta, paxita, rammelsbergita, safflorita, seinäjokita, arsenopirita, gudmundita, osarsita, ruarsita, cobaltita, gersdorffita, hol·lingworthita, irarsita, jol·liffeïta, krutovita, maslovita, michenerita, padmaïta, platarsita, testibiopal·ladita, tolovkita, ullmannita, wil·lyamita, changchengita, mayingita, hollingsworthita, milotaïta, urvantsevita i reniïta.

## Formació i jaciments
Va ser descoberta a la mina Buraco do Ouro, situada a la localitat de Cavalcante, a l'estat de Goiás (Brasil). Es tracta de l'únic indret de tot el planeta on ha estat descrita aquesta espècie mineral.